# Butia marmorii
Butia marmorii är en enhjärtbladig växtart som beskrevs av Larry Ronald Noblick. Butia marmorii ingår i släktet Butia och familjen Arecaceae. Inga underarter finns listade i Catalogue of Life.